# Air (película de 2023)
Air o Air: Courting a Legend (conocida como Air: La historia detrás del logo en Hispanoamérica) es una película biográfica estadounidense de drama deportivo de 2023 escrita por Alex Convery y producida y dirigida por Ben Affleck. El elenco está protagonizado por Matt Damon, Affleck, Jason Bateman, Marlon Wayans, Chris Messina, Chris Tucker y Viola Davis.
Está basada en hechos reales sobre el origen de Air Jordan, una línea de zapatillas de baloncesto, de la que Sonny Vaccaro, un empleado cazatalentos de Nike busca llegar a un acuerdo comercial con el jugador novato Michael Jordan.
El proyecto se anunció en abril de 2022 y Affleck se encargó de dirigir, protagonizar y producir junto a Damon con su recién formada compañía de producción Artists Equity. La fotografía principal se llevó a cabo entre junio y julio de 2022 y Affleck se reunió con sus colaboradores habituales, el director de fotografía Robert Richardson y el editor William Goldenberg. Aunque Michael Jordan no participó en la producción, se reunió con Affleck y le ofreció varias sugerencias, incluida la elección de Davis como su madre. 
Air se estrenó en South by Southwest el 18 de marzo de 2023 y estrenada en cines en los Estados Unidos el 5 de abril de 2023 por Amazon Studios. Lo que la convierte en la primera película que Amazon estrena en cines sin estrenarse simultáneamente en Prime Video desde Late Night en el año 2019.

## Argumento
En 1984, Nike, Inc., con sede en Oregón, está a punto de cerrar su división de zapatillas de baloncesto debido a las bajas ventas por debajo de Adidas AG y Converse. En respuesta a esto, el vicepresidente de marketing, Rob Strasser, junto con el cofundador y director ejecutivo Phil Knight, encargaron al cazatalentos de baloncesto de Nike Sonny Vaccaro que creara un nuevo portavoz para las zapatillas de baloncesto de Nike.
Al considerar a los jugadores de baloncesto elegidos en el draft de la NBA de 1984, los ejecutivos de Nike piensan que la tercera selección Michael Jordan está fuera de los límites (ya que es fanático de Adidas y demasiado caro para el escaso presupuesto de la división de baloncesto), pero una vez que ve los aspectos más destacados de Jordan junto con un comercial de Arthur Ashe para sus raquetas Head, Vaccaro se convence de que Nike debe buscar a quien considera un talento generacional, tanto con la marca como con el atleta construyéndose unos a otros.
Después de cenar con su amigo George Raveling, quien entrenó a Jordan en el torneo olímpico, y pidiéndole su apoyo para cortejar a la estrella, Vaccaro viaja a Wilmington, Carolina del Norte, donde convence a la madre de Michael, Deloris, de que Nike le daría a Jordan toda la atención que él no recibiría de sus marcas preferidas, Adidas y Converse.
Después de recibir una llamada telefónica negativa del agente de Jordan David Falk con respecto a contactar a la familia de su cliente, Vaccaro se entera de que los Jordan programaron una reunión en la sede de Nike Beaverton, Oregón el lunes siguiente. Vaccaro y Strasser comienzan a preparar su presentación mientras solicitan al diseñador de calzado Peter Moore que prepare un prototipo, que Moore denomina "Air Jordan" en honor a la tecnología Air Sole de Nike. Mientras tanto, Knight acepta asignar todo el presupuesto de $250,000 de la división de baloncesto para contratar a Jordan.
Después de que la reunión con Jordan y sus padres es exitosa, Vaccaro se entera de que Adidas igualó la oferta y agregó un Mercedes-Benz 380SL, y cree que el trato no se concretará. Sin embargo, Vaccaro recibe una llamada de Deloris, quien afirma que Michael firmará con Nike con la condición de que gane un porcentaje de cada Air Jordan vendido.
Aunque Vaccaro cree que los superiores de la compañía no aceptarían este bono, se le dice a Knight que lo considera necesario para garantizar el respaldo. Un epílogo revela que las Air Jordan superaron las expectativas de Knight de $3 millones en ventas, ganando $126 millones en un año y convertirse en una fuente constante de ingresos para Jordan.

## Elenco
- Matt Damon como Sonny Vaccaro
- Ben Affleck como Phil Knight
- Jason Bateman como Rob Strasser
- Marlon Wayans como George Raveling
- Chris Messina como David Falk
- Chris Tucker como Howard White
- Viola Davis como Deloris Jordan
- Matthew Maher como Peter Moore
- Julius Tennon como James R. Jordan Sr.
- Tom Papa como Stu Inman
- Joel Gretsch como John O'Neil
- Gustaf Skarsgård como Horst Dassler
- Barbara Sukowa como Kathy Dassler
- Jessica Green como Katrina Sainz
- Dan Bucatinsky como Richard
- Damian Delano Young como Michael Jordan

## Producción
El guion fue escrito por Alex Convery en 2021, apareciendo en la Lista Negra de ese año bajo el título Air Jordan. En abril de 2022, se informó que el guion se retomó en Amazon Studios, con Ben Affleck y Matt Damon formando equipo para protagonizar la película, mientras que Affleck la dirigiría.
La filmación comenzó en Los Ángeles el 6 de junio de 2022, con Jason Bateman, Viola Davis, Chris Tucker, Marlon Wayans y Chris Messina entre varias adiciones al elenco. Robert Richardson se desempeñó como director de fotografía y utilizó la cámara Arri Alexa 35 para filmar. La filmación terminó en julio de 2022. El mismo mes, se anunció que Joel Gretsch, Gustaf Skarsgård y Jessica Green estarían entre el elenco. El personaje de Michael Jordan es retratado en la película, aunque su rostro no se ve y tiene un diálogo limitado.
Aunque no estuvo directamente involucrado con la película, Jordan se reunió con Affleck antes del comienzo de la producción y le dio su bendición al proyecto. El casting de Davis para interpretar a su madre fue idea suya. Jordan también solicitó que Howard White, vicepresidente de Jordan Brand de Nike y su amigo personal, fuera incluido en la película. Esto llevó directamente a Affleck a elegir a Tucker, con quien había querido trabajar durante mucho tiempo.

## Estreno
Air originalmente estaba programada para estrenarse en Amazon Prime Video, pero Amazon Studios finalmente decidió lanzar la película en cines luego de los sólidos resultados de las proyecciones de prueba.
Air se estrenó en cines en los Estados Unidos el 5 de abril de 2023, lo que lo convierte en el primer título de Amazon desde Late Night (2019) en tener un estreno exclusivo en cines. Warner Bros. Pictures se encargó del lanzamiento de la película en los medios domésticos físicos a nivel mundial y en cines internacionales. Amazon también le dará a la película una ventana cinematográfica más larga antes de llegar a Prime Video a nivel mundial que sus estrenos cinematográficos anteriores. Esta decisión también daría lugar a que Amazon cerrara United Artists Releasing y fusionara sus operaciones con Metro-Goldwyn-Mayer, que Amazon adquirió en 2022. La película cerró el festival South by Southwest el 18 de marzo de 2023.
Amazon gastó $40 millones en la promoción de la película, incluidos $7 millones en un anunció que se emitió durante el Super Bowl LVII.

## Recepción

### Críticas
Air recibió reseñas generalmente positivas de parte de la crítica y de la audiencia. En el sitio web especializado Rotten Tomatoes, la película posee una aprobación de 93%, basada en 331 reseñas, con una calificación de 7.7/10 y un consenso crítico que dice "Un drama basado en hechos en el que nadie se sumergirá, Air tiene como objetivo dramatizar eventos que cambiaron el mundo del deporte para siempre -- y golpea casi nada más que la red.", mientras que de parte de la audiencia tiene una aprobación de 94%, basada en más de 5000 votos, con una calificación de 4.5/5.
El sitio web Metacritic le dio a la película una puntuación de 73 de 100, basada en 59 reseñas, indicando "reseñas generalmente favorables". Las audiencias encuestadas por CinemaScore le otorgaron a la película una "A" en una escala de A+ a F, mientras que en el sitio IMDb los usuarios le asignaron una calificación de 7.4/10, sobre la base de más de 150 000 votos. En la página web FilmAffinity la película tiene una calificación de 6.7/10, basada en 13 818 votos.

### Premios y nominaciones
| Premio                                                   | Fecha                   | Categoría                                       | Nominados                            | Resultado  | Ref.   |
| -------------------------------------------------------- | ----------------------- | ----------------------------------------------- | ------------------------------------ | ---------- | ------ |
| Premios Globo de Oro                                     | 7 de enero de 2024      | Mejor película - Comedia o musical              | Air                                  | Nominada   | [ 24 ] |
| Premios Globo de Oro                                     | 7 de enero de 2024      | Mejor actor - Comedia o musical                 | Matt Damon                           | Nominado   | [ 24 ] |
| Astra Film and Creative Awards                           | 6 de enero de 2024      | Mejor película                                  | Air                                  | Pendiente  | [ 25 ] |
| Astra Film and Creative Awards                           | 6 de enero de 2024      | Mejor director                                  | Ben Affleck                          | Pendiente  | [ 25 ] |
| Astra Film and Creative Awards                           | 6 de enero de 2024      | Mejor guion original                            | Alex Convery                         | Pendiente  | [ 25 ] |
| Astra Film and Creative Awards                           | 6 de enero de 2024      | Mejor actriz de reparto                         | Viola Davis                          | Pendiente  | [ 25 ] |
| Astra Film and Creative Awards                           | 6 de enero de 2024      | Mejor reparto                                   | Air                                  | Pendiente  | [ 25 ] |
| Astra Film and Creative Awards                           | 26 de febrero de 2024   | Mejor casting                                   | Mary Vernieu, Lindsay Graham Ahanonu | Pendiente  | [ 25 ] |
| Premios Gotham                                           | 27 de noviembre de 2023 | Tributo Visionary Icon & Creator                | Air                                  | Ganadora   | [ 26 ] |
| Heartland Film                                           | 2023                    | Premio a la película verdaderamente conmovedora | Air                                  | Ganadora   | [ 27 ] |
| Hollywood Critics Association Midseason Film Awards      | 30 de junio de 2023     | Mejor película                                  | Air                                  | Nominada   | [ 25 ] |
| Hollywood Critics Association Midseason Film Awards      | 30 de junio de 2023     | Mejor director                                  | Ben Affleck                          | Nominado   | [ 25 ] |
| Hollywood Critics Association Midseason Film Awards      | 30 de junio de 2023     | Mejor actor                                     | Matt Damon                           | Ganador    | [ 25 ] |
| Hollywood Critics Association Midseason Film Awards      | 30 de junio de 2023     | Mejor actor de reparto                          | Chris Messina                        | Nominado   | [ 25 ] |
| Hollywood Critics Association Midseason Film Awards      | 30 de junio de 2023     | Mejor actor de reparto                          | Ben Affleck                          | Nominado   | [ 25 ] |
| Hollywood Critics Association Midseason Film Awards      | 30 de junio de 2023     | Mejor actriz de reparto                         | Viola Davis                          | Ganadora   | [ 25 ] |
| Hollywood Critics Association Midseason Film Awards      | 30 de junio de 2023     | Mejor guion                                     | Alex Convery                         | Subcampeón | [ 25 ] |
| Premios de Música de Hollywood de Medios de Comunicación | 15 de noviembre de 2023 | Supervisión musical en una película             | Andrea Von Foerster                  | Nominada   | [ 28 ] |
| Mill Valley Film Festival                                | 16 de octubre de 2023   | Guionistas de variedades a seguir               | Alex Convery                         | Ganador    | [ 29 ] |